# Nordlitauisches Kolleg
Das Nordlitauische Kolleg (lit. Šiaurės Lietuvos kolegija) ist eine  private Hochschule in der litauischen viertgrößten Stadt Šiauliai. Das Kollegium gründete der Pädagoge und Kommunalpolitiker Mykolas Dromantas. Die Studiengänge sind Recht, Wirtschaft der finanziellen Institutionen, Event-Business-Management, Business Management, Multimedia-Technologien, Computer-Netzwerk-Verwaltung.

## Geschichte
1994 wurde ein Beratungszentrum für Business (Verslo konsultacinis centras) und 1997 das Erwachsenenbildungszentrum (Suaugusiųjų mokymo centras) errichtet.
2001 gründete die Entwicklungsagentur des Regions Šiauliai (Šiaulių regiono plėtros agentūra) mit zwei Personen die höhere Business-Schule Nordlitauens (Šiaurės Lietuvos aukštesnioji verslo mokykla). Es gab 42 Studenten.
Seit 2003 ist die Schule Šiaurės Lietuvos kolegija. 2012 gab es 92 Lehrkräfte.